# Liste der Bourbaki-Seminare 1990 bis 1999
Die Liste der Bourbaki-Seminare 1990 bis 1999 enthält die Vorträge im Séminaire Nicolas Bourbaki von 1990 bis 1999. Die Seminarvorträge gelten international als Spiegel des Forschungsstands in der Mathematik. 
Die Auflistung erfolgt gemäß den Jahrgangs-Bänden, in denen sie herausgegeben wurden, hier den Bänden 32 bis 41. Es gibt für den angegebenen Zeitraum Überschneidungen zu der vorherigen und nachfolgenden Liste (die Seminare sind bis Nr. 719 von 1989 und bis Nr. 869 von 1999, aber einem anderen Band zugeordnet).

## 1989–90
- 715 Michael Atiyah The Jones-Witten invariants of knots
- 716 Pierre Cartier: Développements récents sur les groupes de tresses. Applications à la topologie et à l'algèbre
- 717 Bernadette Perrin-Riou Travaux de Kolyvagin et Rubin
- 718 Bernard Teissier Résultats récents d'algèbre commutative effective
- 719 Jean-Paul Thouvenot La convergence presque sûre des moyennes ergodiques suivant certaines sous-suites d'entiers, d'après Jean Bourgain
- 720 Jean-Marc Deshouillers L'étude des formes cubiques rationnelles via la méthode du cercle, d'après D. R. Heath-Brown, C. Hooley et R. C. Vaughan
- 721 Christian Gérard Complétude asymptotique des systèmes à N corps à courte portée, d'après I. M. Sigal et Avy Soffer
- 722 Étienne Ghys Les groupes hyperboliques
- 723 Chris Peters Algebraic Fermi curves, after Gieseker, Trubowitz and Knörrer
- 724 Johannes Sjöstrand Asymptotique des résonances pour des obstacles
- 725 Daniel Bennequin Topologie symplectique, convexité holomorphe et structures de contact, d'après Y. Eliashberg, D. Mc Duff et al.
- 726 Luc Illusie Cohomologie de de Rham et cohomologie étale p-adique, d'après G. Faltings, J.-M. Fontaine et al.
- 727 Joseph Oesterlé Empilement de sphères
- 728 Douglas C. Ravenel The nilpotence and periodicity theorems in stable homotopy theory
- 729 Lucien Szpiro Sur les solutions d'un système d'équations polynomiales sur une variétés abélienne, d'après G. Faltings et P. Vojta

## 1990–91
- 730 Gérard Ben Arous Géométrie de la courbe brownienne plate
- 731 Jean-Benoît Bost Théorie de l'intersection et théorème de Riemann-Roch arithmétiques
- 732 André Gramain Rapport sur la théorie classique des noeuds (2ème partie)
- 733 Jean-Claude Sikorav Homologie associée à une fonctionnelle, d'après A. Floer
- 734 Jean-Christophe Yoccoz Polynômes quadratiques et attracteur de Hénon
- 735 Francis Comets Limites hydrodynamiques
- 736 Guy Henniart Représentations des groupes réductifs p-adiques
- 737 Joseph Le Potier Fibrés de Higgs et systèmes locaux
- 738 Pierre Pansu Le flot géodésique des variétés riemanniennes à courbure négative
- 739 Georges Skandalis Approche de la conjecture de Novikov par la cohomologie cyclique, d'après A. Connes, M. Gromov et H. Moscovici
- 740 Jean-Pierre Bourguignon Stabilité par déformation non-linéaire de la métrique de Minkowski, d'après D. Christodoulou et S. Klainerman
- 741 Jan Denef Report on Igusa's local zeta function
- 742 François Loeser Polytopes secondaires et discriminants
- 743 Olivier Mathieu Bases des représentations des groupes simples complexes, d'après Kashiwara, Lusztig, Ringel et al.
- 744 Marc Rosso Représentations des groupes quantiques

## 1991–92
- 745 Jean Bellissard Le papillon de Hofstadter, d'après B. Helffer et J. Sjöstrand
- 746 Pierre Cartier Démonstration automatique d'identités et fonctions hypergéométriques, d'après D. Zeilberger
- 747 Étienne Ghys	Dynamique des flots unipotents sur les espaces homogènes
- 748 Nigel Hitchin Hyperkähler manifolds
- 749 Jean-Pierre Serre Revêtements de courbes algébriques
- 750 Bertrand Daniel Groupes algébriques et équations différentielles linéaires
- 751 Jean-Marc Fontaine Valeurs spéciales des fonctions L des motifs
- 752 Jean-Louis Loday Excision en K-théorie algébrique, d'après A. Suslin et M. Wodzicki
- 753 Ricardo Pérez-Marco Solution complète au problème de Siegel de linéarisation d'une application holomorphe au voisinage d'un point fixe, d'après J.-C. Yoccoz
- 754 Jean-Christophe Yoccoz Travaux de Herman sur les tores invariants
- 755 Martin Barlow	Harmonic analysis on fractal spaces
- 756 Henri Carayol Variétés de Drinfeld compactes, d'après Laumon, Rapoport et Stuhler
- 757 Patrick Gérard	Résultats récents sur les fluides parfaits incompressibles bidimensionnels, d'après J.-Y. Chemin et J.-M. Delort
- 758 Leonid Pastur Eigenvalue distribution of random operators and matrices
- 759 Harold Rosenberg Some recent developments in the theory of properly embedded minimal surfaces in {\displaystyle \mathrm {\mathbf {R} } ^{3}}

## 1992–93
- 760 Emmanuel Giroux Topologie de contact en dimension 3, autour des travaux de Yakov Eliashberg
- 761 Paul-André Meyer Progrès récents en calcul stochastique quantique
- 762 Joseph Oesterlé Polylogarithmes
- 763 Jean-Jacques Risler Construction d'hypersurfaces réelles, d'après Viro
- 764 Georges Skandalis Algèbres de von Neumann de groupes libres et probabilités non commutatives, d'après Voiculescu etc.
- 765 Arnaud Beauville Monodromie des systèmes différentiels linéaires à pôles simples sur la sphère de Riemann, d'après A. Bolibruch
- 766 Laurent Clozel	Nombre de points des variétés de Shimura sur un corps fini, d'après R. Kottwitz
- 767 Paul Gauduchon Variétés riemanniennes autoduales, d'après C. H. Taubes et al.
- 768 Eduard Looijenga Intersection theory on Deligne-Mumford compactifications, after Witten and Kontsevich
- 769 Pierre Vogel Invariants de Vassiliev des noeuds, d'après D. Bar-Natan, M. Kontsevich et V. A. Vassiliev
- 770 Daniel Bennequin L'instanton gordien, d'après P. B. Kronheimer et T. S. Mrowka
- 771 Marcel Berger	Systoles et applications selon Gromov
- 772 Jean-Louis Cathelineau Homologie du groupe linéaire et polylogarithmes, d'après A. B. Goncharov et d'autres
- 773 Michel Ledoux Inégalités isopérimétriques en analyse des probabilités
- 774 Claude Viterbo Orbites périodiques dans le problème des trois corps

## 1993–94
- 775 Adrien Douady Prolongement de mouvements holomorphes, d'après Slodkowski autres
- 776 Jean Lannes Théorie homotopiques des groupes de Lie, d'après W. G. Dwyer et C. W. Wilkerson
- 777 Olivier Mathieu Equations de Knizhnik-Zamolodchikov et théorie des représentations, (KZ-Gleichung)
- 778 Pierre Pansu Sous-groupes discrets des groupes de Lie: rigidité, arithméticité
- 779 Claude Zuily Solutions en grand temps d'équations d'ondes non linéaires
- 780 Michel Brion Points entiers dans les polytopes convexes
- 781 Pierre Cartier: La théorie des blocs et les groupes génériques
- 782 Bas Edixhoven	Rational torsion points on elliptic curves over number fields, after Kamienny and Mazur
- 783 Jean-Pierre Serre Cohomologie galoisienne: progrès et problèmes
- 784 Bernard Teissier Résultats récents sur l'approximation des morphismes en algèbre commutative, d'après André, Artin, Popescu et Spivakovsky
- 785 Étienne Ghys Construction de champs de vecteurs sans orbite périodique, d'après Krystyna Kuperberg
- 786 François Laudenbach Orbites périodiques et courbes pseudo-holomorphes, application à la conjecture de Weinstein en dimension 3, d'après H. Hofer et al.
- 787 Werner Müller The eta invariant (some recent developments)
- 788 Michael Semenov-Tian-Shansky Quantum integrable systems
- 789 Alan Weinstein Deformation quantization

## 1994–95
- 790 Makhlouf Derridj La sous-ellipticité pour le problème {\displaystyle {\overline {\partial }}-}Neumann dans un domaine pseudoconvexe de {\displaystyle \mathrm {\mathbf {C} } ^{n}}, d'après D. Catlin
- 791 Michel Duflo Opérateurs transversalement elliptiques et formes différentielles équivariantes, d'après N. Berline et M. Vergne
- 792 Jean-Louis Loday La renaissance des opérades
- 793 Wolfgang Soergel Conjectures de Lusztig
- 794 Christoph Sorger La formule de Verlinde
- 795 Jean-Benoît Bost Périodes et isogénies des variétés abéliennes sur les corps de nombres, d'après D. Masser et G. Wüstholz
- 796 Jean Ginibre Le problème de Cauchy pour des EDP semi-linéaires périodiques en variables d'espace, d'après Bourgain
- 797 Ian Macdonald Affine Hecke algebras and orthogonal polynomials
- 798 Olivier Mathieu Le modèle des chemins, d'après P. Littelmann
- 799 Pierre Vogel Les invariants récents des variétés de dimension 3
- 800 Vaughan Jones Fusion en algèbres de von Neumann et groupes de lacets, d'après A. Wassermann
- 801 Maxim Kontsevich Mirror symmetry in dimension 3
- 802 Hanspeter Kraft Challenging problems on affine n-space
- 803 Jean-Pierre Serre Travaux de Wiles (et Taylor,...), partie I (Beweis der Fermat-Vermutung)
- 804 Joseph Oesterlé Travaux de Wiles (et Taylor,...), partie II

## 1995–96
- 805 Claire Anantharaman-Delaroche Classification des {\displaystyle C^{*}-}algèbres purement infinies nucléaires, d'après E. Kirchberg
- 806 Michèle Audin Cohomologie quantique
- 807 Daniel Bennequin Monopôles de Seiberg-Witten et conjecture de Thom, d'après Kronheimer, Mrowka et Witten
- 808 Frédéric Paulin Actions de groupes sur les arbres
- 809 Jean-Loup Waldspurger Cohomologie des espaces de formes automorphes, d'après J. Franke
- 810 Patrick Delorme Inversion des intégrales orbitales sur certains espaces symétriques réductifs, d'après A. Bouaziz et P. Harinck
- 811 John B. Goode: H. L. M. (Hrushovski-Lang-Mordell)
- 812 Dieter Kotschick The Seiberg-Witten invariants of symplectic four-manifolds, after C. H. Taubes
- 813 Jean-Michel Morel La conjecture de Mumford-Shah en segmentation d'images
- 814 Gilles Pisier Espaces d'opérateurs: une nouvelle dualité
- 815 Pierre Berthelot Altérations de variétés algébriques, d'après A. J. de Jong
- 816 Alain Connes Brisure de symétrie spontanée et géométrie du point de vue spectral
- 817 Ivan Kupka Géométrie sous-riemannienne
- 818 Claude Sabbah Classes caractéristiques et théorème d'indice: point de vue microlocal
- 819 Christophe Soulé Classes caractéristiques secondaires des fibrés plats

## 1996–97
- 820 Xavier Buff Ensembles de Julia de mesure positive, d'après van Strien et Nowicki
- 821 Maxim Kontsevich Product formulas for modular forms on O(2,n), after R. Borcherds
- 822 François Loeser Eposants p-adiques et théorèmes d'indice pour les équations différentielles p-adiques, d'après G. Christol et Z. Mebkhout
- 823 Pierre Pansu Volume, courbure et entropie, d'après G. Besson, G. Courtois et S. Gallot
- 824 Michel Waldschmidt Sur la nature arithmétique des valeurs de fonctions modulaires
- 825 Ahmed Abbes Hauteurs et discrétude, d'après L. Szpiro, E. Ullmo et S. Zhang
- 826 Nicolas Burq Mesures semi-classiques et mesures de défaut
- 827 Olivier Debarre Variétés de Fano
- 828 Gerrit J. Heckman Dunkl operators
- 829 Alain Valette Graphes de Ramanujan et applications
- 830 Jean-Pierre Bourguignon Métriques d'Einstein-Kähler sur les variétés de Fano : obstructions et existence, d'après Y. Matsushima, A. Futaki, S. T. Yau, A. Nadel et G. Tian
- 831 Jean-François Boutot Uniformisation p-adique des variétés de Shimura
- 832 Alain Chenciner A l'infini en temps fini
- 833 Eric Friedlander Motivic complexes of Suslin and Voevodsky
- 834 Bruno Kahn La conjecture de Milnor, d'après V. Voevodsky

## 1997–98
- 835 Sylvestre Gallot Volumes, courbure de Ricci et convergence des variétés, d'après T. H. Colding et Cheeger-Colding
- 836 Meinolf Geck Representations of Hecke algebras at roots of unity
- 837 Yves Hellegouarch Fonctions zêta en caractéristique positive et modules de Carlitz-Hayes
- 838 André Katz Introduction aux quasi-cristaux
- 839 Pierre van Moerbeke Algèbres {\displaystyle {\mathcal {W}}} et équations non-linéaires
- 840 Gerd Faltings Curves and their fundamental groups, following Grothendieck, Tamagawa and Mochizuki
- 841 Pierre Julg Travaux de N. Higson et G. Kasparov sur la conjecture de Baum-Connes
- 842 Philippe Michel Progrès récents du crible et applications, d'après Duke, Fouvry, Friedlander, Iwaniec
- 843 Joseph Oesterlé Quantification formelle des variétés de Poisson, d'après Maxim Kontsevich
- 844 Jean-Claude Sikorav Construction de sous-variétés symplectiques, d'après S. K. Donaldson et D. Auroux
- 845 William Fulton Eigenvalues of sums of Hermitian matrices, after A. Klyachko
- 846 Leonard Gross	Harmonic functions on loop groups
- 847 Peter Littelmann Bases canoniques et applications
- 848 Rahul Pandharipande Rational curves on hypersurfaces, after A. Givental
- 849 Marius van der Put Recent work on differential Galois theory

## 1998–99
- 850 Jean-Yves Chemin Explosion géométrique pour certaines équations d'ondes non linéaires, d'après Serge Alinhac
- 851 Pierre Colmez Fonctions L p-adiques
- 852 Jean-Pierre Demailly Méthodes {\displaystyle L^{2}} et résultats effectifs en géométrie algébrique
- 853 Tomasz Komorowski Brownian motion in a Poisson obstacle field
- 854 Stefano Marmi Chaotic behavior in the solar system, following J. Laskar
- 855 Michel Boileau Uniformisation en dimension trois
- 856 Nicolas Burq Formules de trace, résonances et quasi-modes, d'après Sjöstrand-Zworski, Stefanov-Vodev et al.
- 857 Henri Carayol Preuve de la conjecture de Langlands locale pour {\displaystyle GL_{n}} : travaux de Harris-Taylor et Henniart
- 858 Olivier Mathieu Classification des algèbres de Lie simples
- 859 Michel Talagrand Verres de spin et optimisation combinatoire (Spinglas)
- 860 Christophe Breuil Intégration sur les varités p-adiques, d'après Coleman, Colmez
- 861 Robert Bryant Recent advances in the theory of holonomy
- 862 Yuri Manin Classical computing, quantum computing, and Shor's factoring algorithm
- 863 Joseph Oesterlé Densité maximale des empilements de sphères en dimension 3, d'après Thomas C. Hales et Samuel P. Ferguson (Keplersche Vermutung)
- 864 Jean-Pierre Serre Sous-groupes finis des groupes de Lie